# Loures-Barousse
Loures-Barousse è un comune francese di 743 abitanti situato nel dipartimento degli Alti Pirenei nella regione dell'Occitania.

## Società

### Evoluzione demografica
Abitanti censiti